# Плохотнюк, Борис Владимирович
Бори́с Влади́мирович Плохотню́к (3 июля 1949, Слобода Ямская, Старооскольский район, Курская область — 16 декабря 2012, автодорога «Оренбург — Орск», Оренбургская область) — депутат Государственной думы четвертого созыва (2004—2007) от Оренбургской области, фракция партии «Единая Россия».

## Биография
Окончил Орский индустриальный техникум
В 1968—1970 года — служба в Советской армии.
Работал на Южно-Уральском машиностроительном заводе. Затем — электромонтер, электромеханик, старший электромеханик, заместитель начальника, главный инженер Орского участка Южно-Уральской железной дороги. Впоследствии был секретарем парткома, начальником Орского отделения ЮУЖД,
В 1982 году окончил Омский институт инженеров железнодорожного транспорта (заочно).
- 1986—1998 года — начальник Орского отделения Южно-Уральской железной дороги,
- 1998—2000 года — начальник Оренбургского отделения Южно-Уральской железной дороги,
- 2000—2003 года — заместитель губернатора, первый заместитель губернатора Оренбургской области — начальник управления по промышленности, транспорту и сырьевым ресурсам.

- 1998 году — баллотировался в депутаты Оренбургского областного Законодательного собрания, выборы проиграл.
- 1999 году — принимал участие в выборах депутатов Государственной Думы, Округ № 133 (Орский). Занял второе место, получив 18,48 % голосов избирателей.
- 2003 году — избран депутатом Государственной Думы ФС РФ четвертого созыва по Орскому одномандатному избирательному округу № 133 (Оренбургская область). На выборах получил 35,27 %. Вошел в состав фракции «Единая Россия». С 2004 года — член комитета Государственной Думы по международным делам.

Являлся членом Совета директоров Гайского горно-обогатительного комбината (Гайский ГОК), членом Совета директоров ОАО «БАНК ОРЕНБУРГ», членом Совета директоров ОАО «Южно-Уральский криолитовый завод» (Комбинат Южуралникель), членом Совета директоров ОАО «Южно-Уральский криолитовый завод» (Оренбургская область, г. Кувандык). Являлся председателем правления Оренбургского регионального отделения РСПП — Оренбургский областной союз промышленников и предпринимателей (работодателей).
Утром 16 декабря 2012 года на трассе Орск — Актюбинск был обнаружен сгоревший автомобиль «Киа-Маджентис». Предполагается, что в автомобиле сработало неустановленное взрывное устройство. Машина выгорела полностью, водитель погиб на месте. В автомобиле были обнаружены документы, в том числе удостоверение на имя бывшего депутата Государственной Думы четвертого созыва Плохотнюка Бориса Владимировича.
19 декабря 2012 года в ДК железнодорожников (город Орск) состоялось прощание с Борисом Плохотнюком. На церемонию прибыли его родные, друзья и официальные лица. Свои соболезнования семье и близким погибшего выразил глава города Орска Виктор Франц и председатель Законодательного собрания Оренбургской области Сергей Грачев. Похоронен в Орске.

## Награды
Почетный железнодорожник СССР (1990).